# Colinus
Colinus is een geslacht van vogels uit de familie Odontophoridae.

## Soorten
Het geslacht kent de volgende soorten:
- Colinus cristatus – Kuifbobwhite
- Colinus leucopogon – Vlekbuikbobwhite
- Colinus nigrogularis – Zwartkeelbobwhite
- Colinus virginianus – Bobwhite